# Serge Poliakoff
Serge Poliakoff, russisch Серж Поляко́в (* 27. Dezember 1899jul. / 8. Januar 1900greg. in Moskau; † 12. Oktober 1969 in Paris) war ein russischer Maler. Er gilt als wichtiger Vertreter der Nouvelle École de Paris.

## Leben
Die Geschichte Serge Poliakoffs beginnt in Kirgisien im Hinterland Russlands nahe der chinesischen Grenze. Dort besaß sein Vater, Georg Poliakoff, große Pferdezuchten. Dieses naturverbundene Leben mit den Pferden scheint Georg Poliakoff so sehr geprägt zu haben, dass er später, als er sich in Moskau niederließ, in diesem Bereich Arbeit fand: Er wurde Mitglied der kaiserlichen Pferdezucht und mit der Rekrutierung von Pferden für die kaiserliche Armee beauftragt. So war es fast unvermeidlich, dass er seine Leidenschaft an seinen Sohn Serge weitergab. Nach dem heutigen Kenntnisstand scheint Georg Poliakoff nicht in Kirgisien gelebt zu haben, sondern in der Stadt Tula nahe Moskau, wo er auch seiner späteren Ehefrau Agrippina Stroukoff begegnete. Als dreizehntes Kind kam Serge Poliakoff am 8. Januar in Moskau zur Welt. Seine Familie, die in Moskau ein angenehmes Leben in Wohlstand führte, schien von starkem Zusammenhalt geprägt zu sein. Somit unterlag seine Ausbildung, die Serge von seinen Eltern erhielt, auch den verschiedenen Einflüssen seiner Geschwister. Die Kinder- und Jugendjahre des zukünftigen Malers waren deswegen sehr anregend und lehrreich und förderten die Ausbildung der verschiedenen Facetten seiner Persönlichkeit. Da seine Mutter sehr musikalisch war, wurden die entsprechenden Talente Serge Poliakoffs durch eine ansprechende Musikausbildung gefördert. Mit zwölf Jahren spielte der junge Serge bereits perfekt Gitarre. Die Liebe zur Malerei oder zumindest das Bedürfnis, sich plastisch auszudrücken, zeigte sich relativ früh. Mit etwa zwölf Jahren verzierte Serge, ein großer Bewunderer Napoléons, sein Zimmer mit Wandmalereien von den großen Taten seines Helden. So besuchte er auch ab 1914 Malkurse in Moskau. Jedoch sollte die Revolution im Jahre 1917 dieses erfüllte Leben voller Privilegien zutiefst erschüttern und die Studien sowie diesen ersten Lebensabschnitt Serge Poliakoffs beenden.
1920 wurde die Lage in Moskau sehr kritisch. Georg Poliakoff beschloss, seine beiden jüngsten Kinder, Serge und seine Schwester Sophie, mit ihrer Mutter aufs Land zu schicken, wo sie bei einer ehemaligen Dienerin untergebracht werden sollten. Doch er hatte nicht mit den Plänen seines Sohnes gerechnet. Dieser hatte insgeheim beschlossen, Russland zu verlassen, und seine Flucht sorgfältig geplant. Er nutzte das Umsteigen auf einem Bahnhof und unterrichtete seine Schwester von seinen Absichten; er bat sie, seiner Mutter – die er nie wiedersehen sollte – nichts zu sagen, um nicht an seinem Vorhaben gehindert zu werden, und verschwand. Er versuchte, in der Nacht die Weiße Armee zu erreichen, und kam schließlich nach einer dramatischen Zugfahrt, auf der er sich unter einem Kohlenwagen versteckte, in Kiew an. Es folgten weitere günstige Wendungen, durch die er sich bis zu seinem Onkel Dimitri durchschlagen konnte. Zusammen überquerten sie den Kaukasus, wohnten einige Zeit in Tiflis und konnten sich mit ihren musikalischen Talenten den Lebensunterhalt verdienen. In Georgien, wo seine Tante Nastia, eine Sängerin, zu ihnen stieß, gelang es ihnen schließlich, sich nach Konstantinopel einzuschiffen. Über Sofia, Belgrad, Wien und Berlin gelangte Poliakoff schließlich 1923 nach Paris, wo er bis auf wenige Jahre sein Leben verbringen sollte.
In Paris begann er mit einem intensiven Studium der Malerei. Seinen Lebensunterhalt verdiente er 1923–1951 als Musiker, u. a. als Gitarrist in russischen Kabaretts. Von 1929 an war er an der Pariser Académie Frochot und der Académie de la Grande Chaumière eingeschrieben. 1935 ging er für zwei Jahre nach London und besuchte erst die Chelsea School of Art, danach die Slade School of Art.
Am 12. Oktober 1969 starb Serge Poliakoff in Paris.

## Malerei
Zunächst variierte Poliakoff die akademischen Traditionen und bevorzugte gegenständliche Motive wie Akte, Häuser, Bäume und Ähnliches. Nach 1935 fand er sukzessive zur Abstraktion und nutzte Farbe als Farbe ohne gegenständliche Bezüge. Entscheidend beeinflusst wurde er in dieser Richtung von Kandinsky, den er bei seiner Rückkehr nach Paris kennenlernte. Durch Sonia und Robert Delaunay lernte er die emotive Qualität der Farbe schätzen, das Interesse für Simultankontraste wurde geweckt. Auch der Bildhauer Otto Freundlich übte mit seinen gebogenen Farbform-Kompositionen maßgeblichen Einfluss auf Poliakoffs Bildsprache aus. Poliakoff entwickelte eine sehr individuelle Form abstrakter Malerei, die bunte Farbflächen nebeneinander stellt. In den vierziger Jahren blieb er im graubraunen Farbbereich, später, ab 1950 erweiterte er seine Skala um leuchtende, gegeneinander abgesetzte Töne. In seinem Spätwerk reduzierte er die kräftige Polychromie auf erdfarbene Nuancen und zeigte eine Neigung zur monochromen Gestaltung.

## Rezeption
Poliakoffs Werk wurde in den 1950er und 1960er Jahren in den bedeutendsten europäischen und amerikanischen Museen gezeigt. Serge Poliakoff war Teilnehmer der documenta II (1959) und der documenta III im Jahr 1964 in Kassel. Nach der Einbürgerung in Frankreich 1962 erhielt der Künstler einen eigenen Saal auf der Biennale in Venedig.
Als exponierter Vertreter der École de Paris wurde Poliakoff besonders in der Bundesrepublik der Nachkriegszeit geschätzt. Die großen öffentlichen Sammlungen (Berlin, Frankfurt am Main, Hamburg, Köln, Saarbrücken, Wuppertal …) erwarben seine Werke. Mit Otto Stangl, dem Leiter der Modernen Galerie in München, fand er einen Galeristen, der mehrere Ausstellungen für ihn ausrichtete und seine Werke an private Sammler verkaufte. Seit den 1970er Jahren trat die amerikanische Kunst in den Vordergrund, Poliakoffs Bilder verschwanden in den Magazinen.

## Öffentliche Sammlungen
- Pinakothek der Moderne, München (Sammlung Stoffel)

## Ausstellungen (Auswahl)
- 1997/1998: Poliakoff – Eine Retrospektive, Museum Würth, Künzelsau-Gaisbach[3]
- 2013/2014: Serge Polikoff. Le rêve des formes, Musée d’art moderne de la Ville de Paris, Paris[4]
- 2021: Serge Poliakoff. Vollendete Peinture, Museum Gunzenhauser, Chemnitz[5]

## Werke
- 1953: Composition en bleu, Öl auf Leinwand, 116 × 89 cm (Galerie Salis & Vertes, Zürich/Salzburg)
- 1956: Composition abstraite, Öl auf Holz, 116 × 89 cm (Galerie Salis & Vertes, Zürich/Salzburg)
- 1957: Composition, Öl auf Leinwand, 121 × 85 cm (Pinacoteca di Brera, Mailand)[6]
- 1964: Composition grise et rouge, Öl auf Leinwand, 160 × 130 cm